# Férez
Férez er en by og kommune i det sydøstlige Spanien i provinsen Albacete. Den har et indbyggertal på 605 (2024) indbyggere.